# Julián Camino
Julián José Camino (Maipú, 2 maggio 1961) è un ex calciatore argentino, di ruolo difensore.

## Palmarès

### Club

#### Competizioni nazionali
- Campionato argentino: 2

Estudiantes: Metropolitano 1982, Nacional 1983